# Свойство
Сво́йство в философии — атрибут предмета (объекта); характеристика объекта (категория его качества), определяющая его вид, тип, поведение и пр. Понятие «свойство» является категорией, имеющей «одинаковое значение для любой науки», наряду с двумя другими основными категориями; вещи и отношения.
В соответствии с принципом отождествления вещей, который известен как закон Лейбница, две вещи тождественны, если все их свойства общие. По другому определению, свойство — сторона проявления качества. При этом не всякое свойство предмета (объекта) должно рассматриваться при определении качества: свойство у предмета может иметься, но при сравнении предмета с другими оно может не быть отличительным или существенным.
Свойства объекта зависят от вида взаимодействия объекта и субъекта, например: если на яблоко смотреть — оно имеет цвет и форму; если его откусить — имеет твёрдость и вкус; если его взвешивать — имеет вес; если оценивать его габариты — имеет размеры, если потрогать — на ощупь яблоко гладкое. Объект является своими свойствами не только субъекту, но и другим объектам, то есть свойства могут проявляться и в ходе взаимодействия объектов друг с другом.
Например, о красном предмете говорится, что он обладает свойством «красноты». Свойство можно рассматривать как форму предмета самого по себе, притом, что он может обладать и другими свойствами. Свойства, при такой расширенной интерпретации, подпадают под действие парадокса Тесея, парадокса Рассела и парадокса Греллинга — Нельсона.
Совокупность некоторых частных свойств предмета может проявляться в некотором обобщённом свойстве предмета (поглощаться обобщённым свойством). Например, «краснота» яблока — обобщённое свойство яблока, а процентные доли содержания отдельных химических веществ в кожице яблока (характеризующие эту «красноту» яблока) — частные свойства яблока; «динамика» автомобиля — обобщённое свойство автомобиля, а мощность двигателя, снаряжённая масса, отношение главной передачи и др. (характеризующие эту «динамику» автомобиля) — частные свойства автомобиля.
Ошибочный вывод от случайного часто встречается в индуктивных обобщениях. Заметив, что известное свойство обнаружено во всех наблюдавшихся до сих пор предметах класса, неосторожные исследователи часто думают, будто свойство это — существенное для предметов данного класса и потому должно быть обнаружено не только в уже рассмотренных экземплярах, но и во всяком представителе того же класса. Свойство, обнаруженное в нескольких (и даже многих) предметах класса, может оказаться существенным, но может оказаться и случайным.
Свойство отличается от логического понятия класса тем, что не связано с понятием экстенсиональности, а от философского понятия класса — тем, что свойство рассматривается в качестве отличного (отделённого) от предмета, который обладает им.

## Метафизика свойств
Метафизика свойств изучает природу, онтологический статус и взаимоотношения свойств объектов. В центре дискуссии находятся вопросы о том, существуют ли свойства независимо от объектов, какова их природа, и как они связаны с конкретными вещами. Основные подходы к метафизике свойств включают реализм относительно универсалий, номинализм и теорию тропов.

### Реализм относительно универсалий
Реализм относительно универсалий утверждает, что свойства существуют как абстрактные сущности, называемые универсалиями, независимо от конкретных объектов, которые их проявляют. Эта позиция уходит корнями в философию Платона, который считал, что универсалии, такие как «красота» или «справедливость», существуют в идеальном мире форм. В современной метафизике реализм защищают такие философы, как Дэвид Армстронг, который утверждает, что универсалии существуют как объективные, повторяющиеся аспекты реальности, связанные с конкретными объектами через отношение инстанцирования. Реалисты считают, что универсалии необходимы для объяснения сходства между объектами (например, почему два красных яблока оба красные) и для обоснования законов природы.

### Номинализм
Номинализм, напротив, отрицает существование универсалий как самостоятельных сущностей. Все номиналисты сходятся в отрицании существования универсалий, но объясняют наличие свойств у объектов по-разному, в зависимости от чего их можно разделить на целый ряд позиций, включая номинализм классов (свойства как классы объектов) и предикативный номинализм (свойства как применение предикатов). Такие номиналисты как У. Куайн, утверждают, что говорить о свойствах как о реальных сущностях избыточно, и вместо этого предлагают объяснять сходства через конкретные объекты и их индивидуальные характеристики. Основная критика номинализма заключается в том, что он затрудняет объяснение объективных законов природы и сходства между объектами.

### Теория тропов
Теория тропов является компромиссным подходом, избегающий крайностей реализма и номинализма. Тропы представляют собой индивидуальные качества отдельных объектов: красный цвет данного мяча, электрический заряд данного электрона и так далее. Свойства, в свою очередь, отождествляются с множествами (классами) соответствующих тропов. Например, красный цвет представляет собой множество всех отдельных красных цветов всех существующих в мире красных объектов. Тропы позволяют объяснить сходство между объектами без обращения к универсалиям, а также избегают трудностей номинализма, давая онтологическую основу для свойств. Однако теория тропов сталкивается с критикой, связанной с проблемой объяснения точного сходства между тропами.